# Вармія

Історичні герби Вармії — герб єпископів та герб капітули

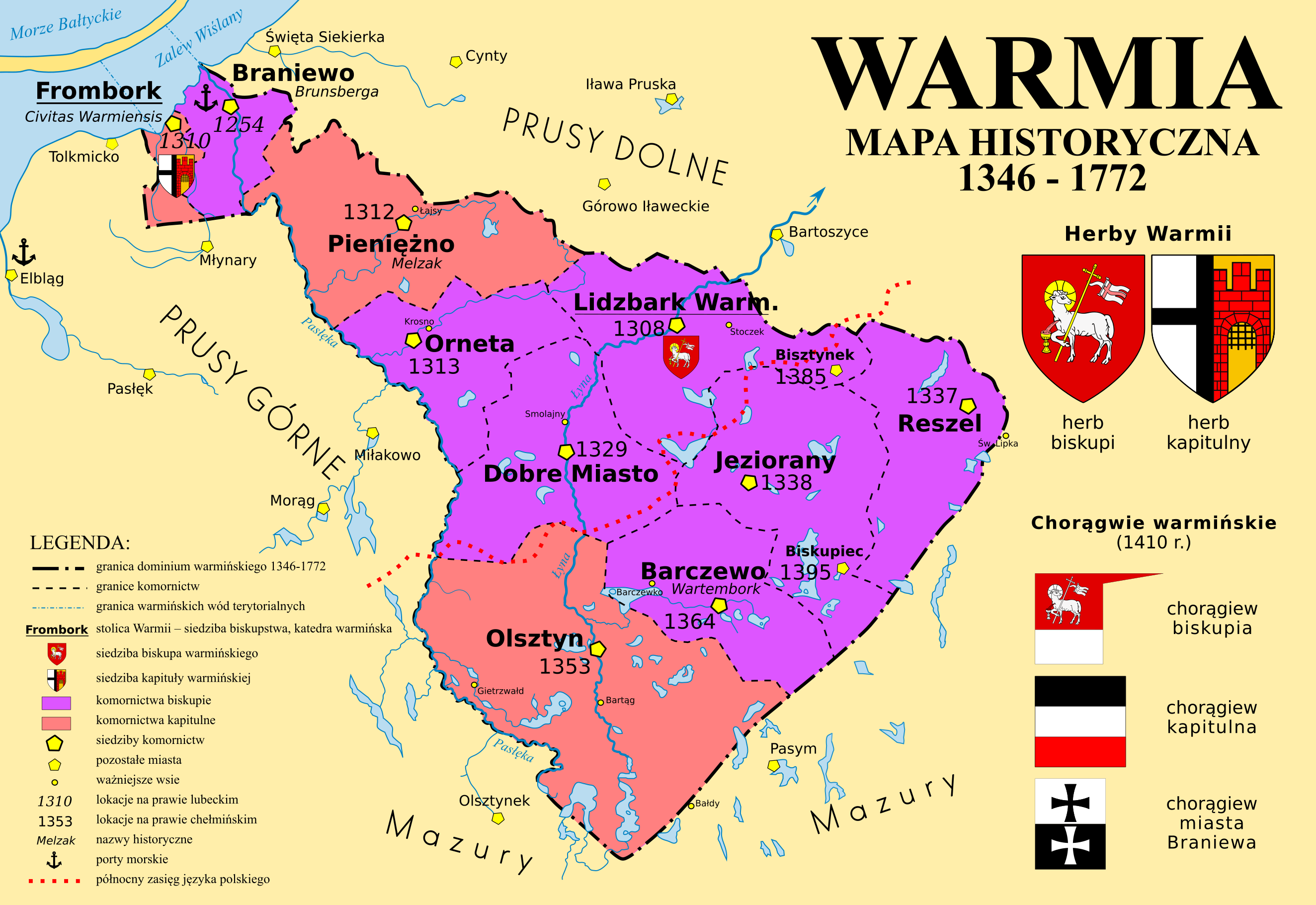
Карта історичної Вармії 1346—1772. Єпископські округи позначено фіолетовим, а капітулярні округи —червоним кольором.

Вармія на адміністративній карті Польщі.

Вармія (пол. Warmia, лат. Warmia, Varmia) або Ерм(e)лянд (нім. Ermland) — історична область Пруссії. Розташовувалася між Помор'єм і Мазурією, на сучасному північному заході Польщі. Разом з Мазурією входить до складу Вармійсько-Мазурського воєводства Польської Республіки. Історія регіону пов'язана із Вармійським князівством. Вармія перебула під владою різних держав і народів протягом всієї своєї історії: пруссів, Тевтонського ордену, Польщі, і Пруссії.

## Географія
На захід від Вармії розташована Помезанія, на півдні Хелмінська земля, Сасна і Мазурія (раніше звана Галіндія), на сході Земландський півострів, і на півночі Віслинська затока.

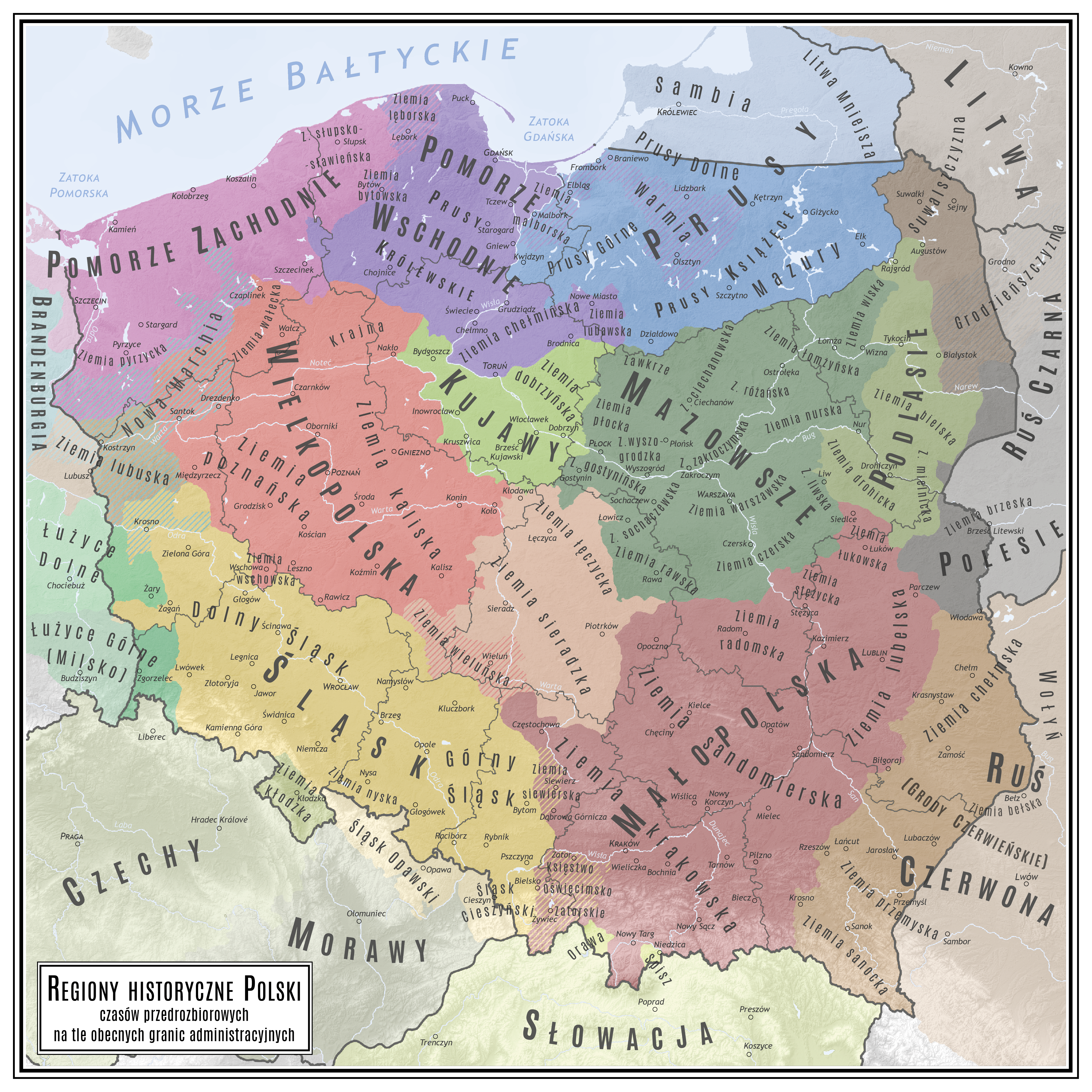
Вармія та інші історичні землі Польщі на тлі сучасних адміністративних кордонів

Край пов'язано з племенем пруссів, варміїв , які оселилися в північній частині району. Згідно з народною етимологією, терен Вармії названо на честь легендарного прусського керманича Вармо, тоді як назва Ермлянд походить від імені його вдови Ерми.

## Історія
Перші сліди людських поселень в регіоні відносяться приблизно до 14—15 тисяч років тому: Сліди поселень залишила Лужицька культура (13—5 ст до Р. Х.). У ранньому середньовіччі, територія була заселена прусським племен варміїв.

### Початок Північних хрестових походів

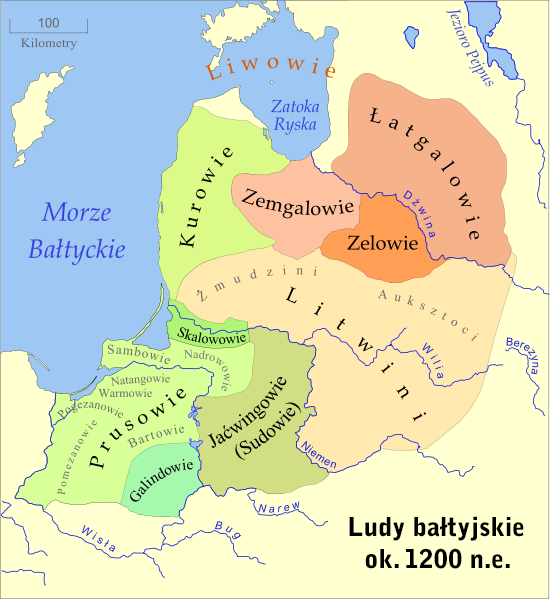
Балтські племена близько 1200 року.

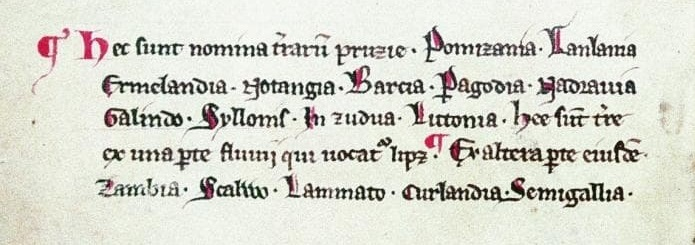
Найдавніша згадка про Вармію з документів данського короля Вальдемара II (Liber Census Daniae). Данія ненадовго захопила Вармію перед тевтонськими лицарями в 1210 році.

У XIII столітті територія стала полем брані під час Північних хрестових походів. Зазнавши невдачі в спробі зібрати експедицію у Палестину, папа Інокентій III в 1207 році вирішили організувати новий хрестовий похід; початий в 1209 році, він закликав до хрестового походу проти альбігойців, і проти Альмохадів Іспанії (1213), а також проти язичників Пруссії . Перший єпископ Пруссії, Крістіан з Оліви, було відправлено в 1209 обернути на християнство пруссів, на прохання Конрада Мазовецького.

### Тевтонський орден

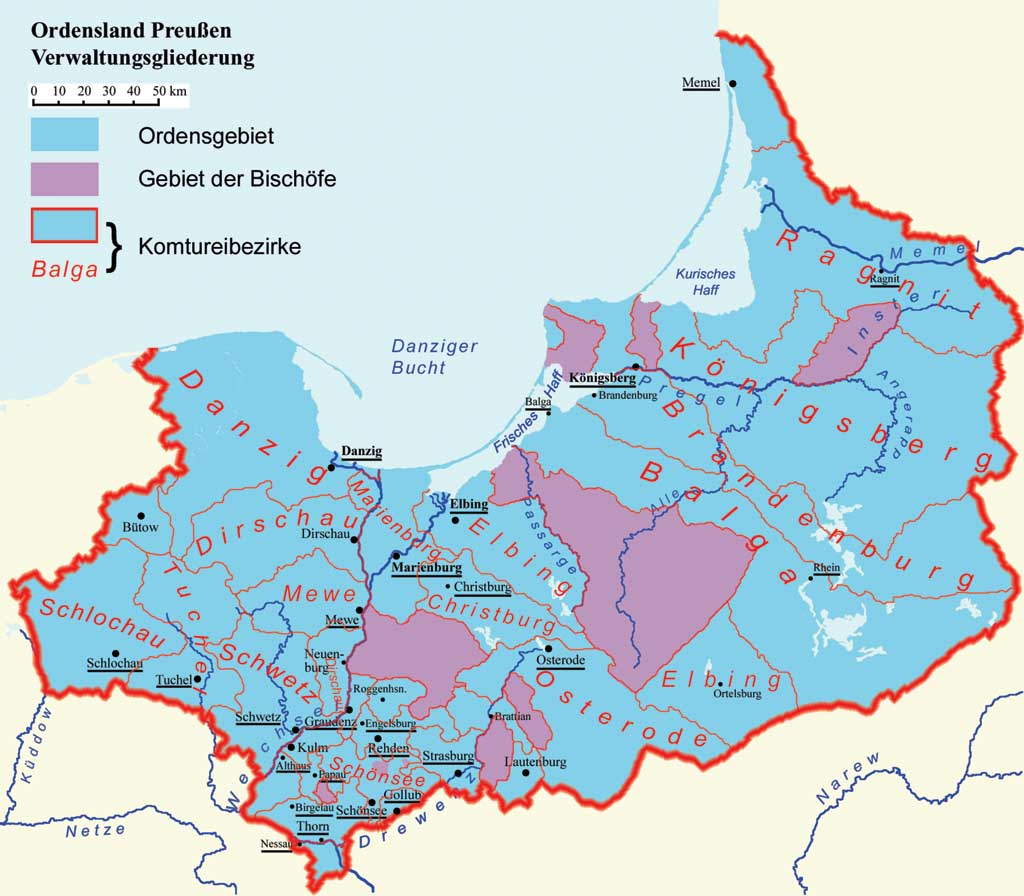
Держава Тевтонського ордену в Пруссії. Єпископські маєтки рожевим кольором, тевтонські землі синім кольором.

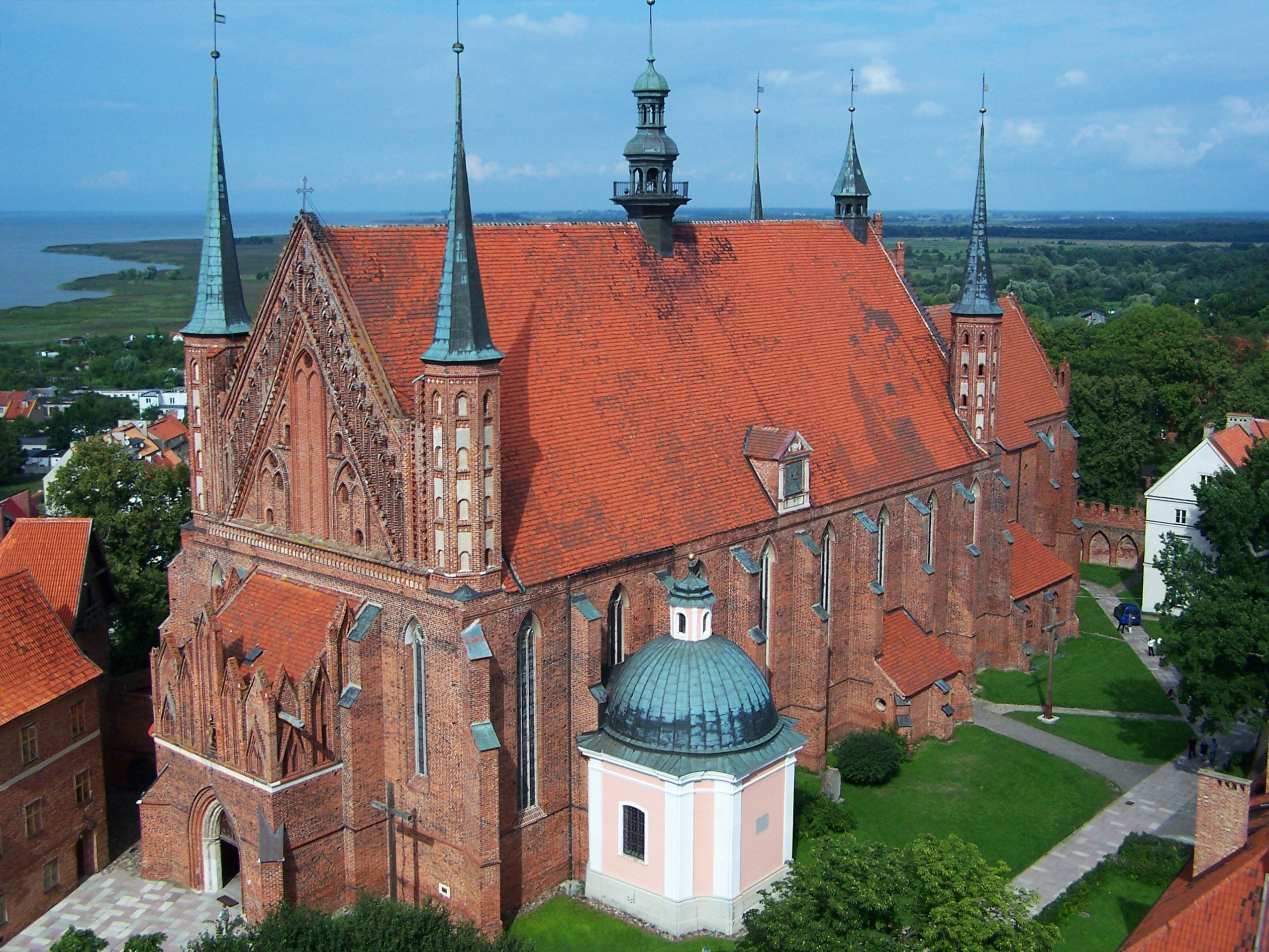
Вармійський собор у Фромборку

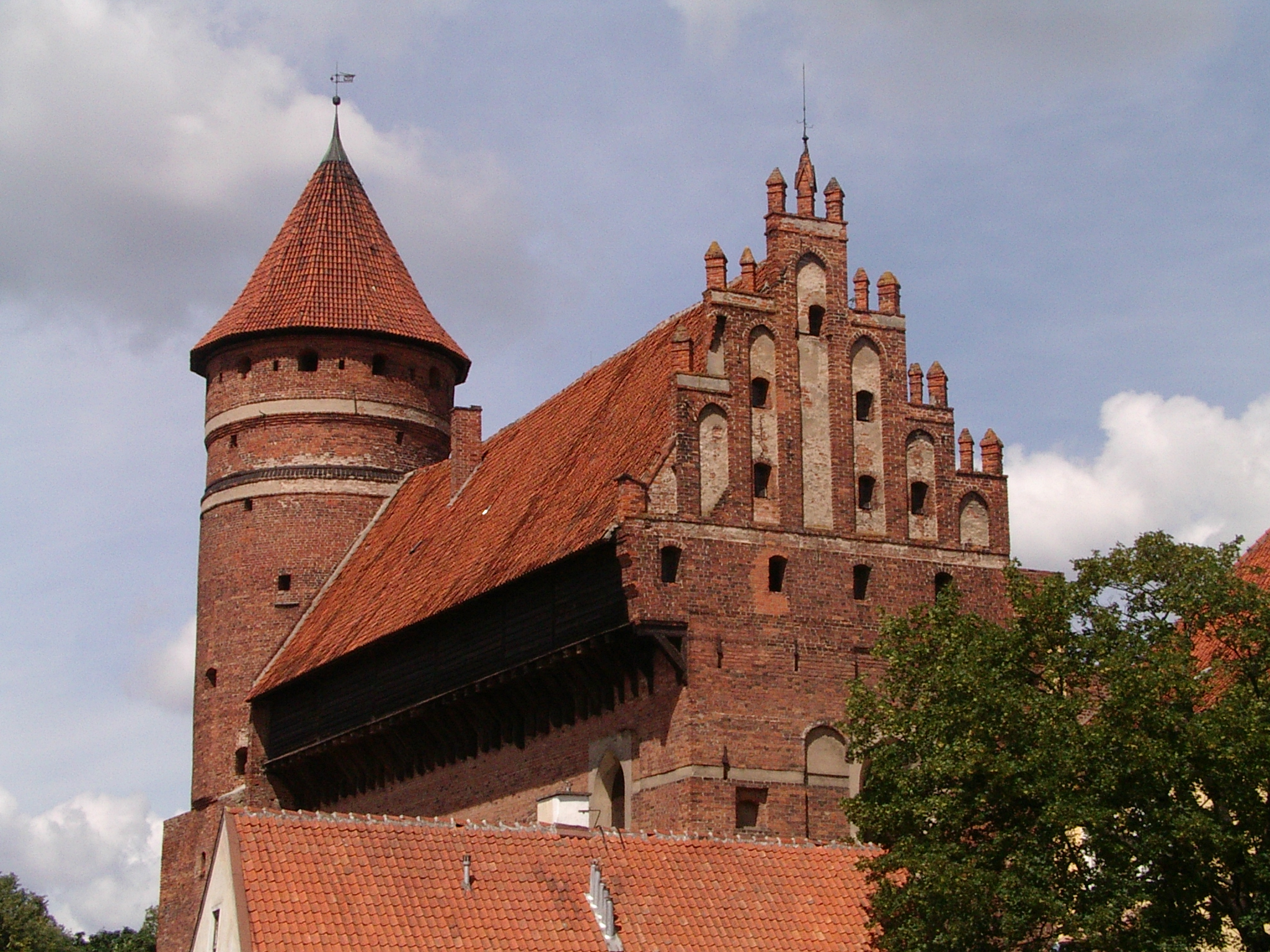
Замок Вармійського капітулу в Ольштині (14 століття)

В 1226 році князь Конрад I Мазовецький запросив Тевтонський орден охрестити язичницьку Пруссію. Він узаконив Тевтонський орден і дозволив використання Хелменської землі як плацдарму для лицарів. Вони повинні були встановити безпечні кордони між Мазовією і Пруссією, з припущенням, що завойовані території будуть приєднаний до Мазовії. Орден чекав на отримання офіційних грантів з боку імперії, на чолі з імператором Фрідріхом II через отримання Золотої булли Ріміні. Грант було підтверджено папською Золотою буллою від папи Григорія IX в 1234 році, хоча Конрад Мазовецький ніколи не визнав права Ордена на Пруссію. Пізніше лицарям було пред'явлено звинувачення в підробці цих грантів на терен.
До кінця 13 століття більшість прусських регіонів, у тому числі Вармія, була завойована і охрещена Тевтонським орденом. Прусси в більшості були зведені до становища кріпаків і поступово германізовані. За кілька століть колоністи, прусси та іммігранти поступово змішалися.
Архієпископство Вармія було однією з чотирьох єпархій, створених в 1242 році папським легатом Вільгельмом Моденою. З XIII століття Пруссія (з Вармією) та Лівонія були колонізовані німцями і поляками (з 1525 лютеранське Прусське герцогство дало притулок литовцям-протестантам, шотландцям, зальцбургцям). Єпископство було під владою князя-єпископа, затверджуємого імператором Карлом IV. Єпископами Вармії, як правило були німці і поляки, хоча Енея Сільвіо Пікколоміні, пізніше папа Пій II, був італійцем.

Прапор єпископа Вармії в битві під Грюнвальдом. У 1410 р. Вармія видала три прапори (єпископ, капітул і місто Бранево), загалом близько 1000 людей на тевтонському боці.

Після Грюнвальдської битви у 1410 , єпископ Генріх Вогесланг Вармійський здався королю Ягайло з Польщі, а пізніше єпископ Генріх Земландський платив данину польському королю у Замок Марієнбург. Після виведення польської армії з Вармії, новий Великий Магістр Тевтонського ордена, Генріх фон Плауен Старший, звинуватив єпископа у зраді і відвоював регіон.

### Польська корона

Поділ Тевтонської держави. Королівська Пруссія (Вармія, Гданська Померанія та Холмська земля) приєднана до Польщі. Герцогська Пруссія — польський феод.

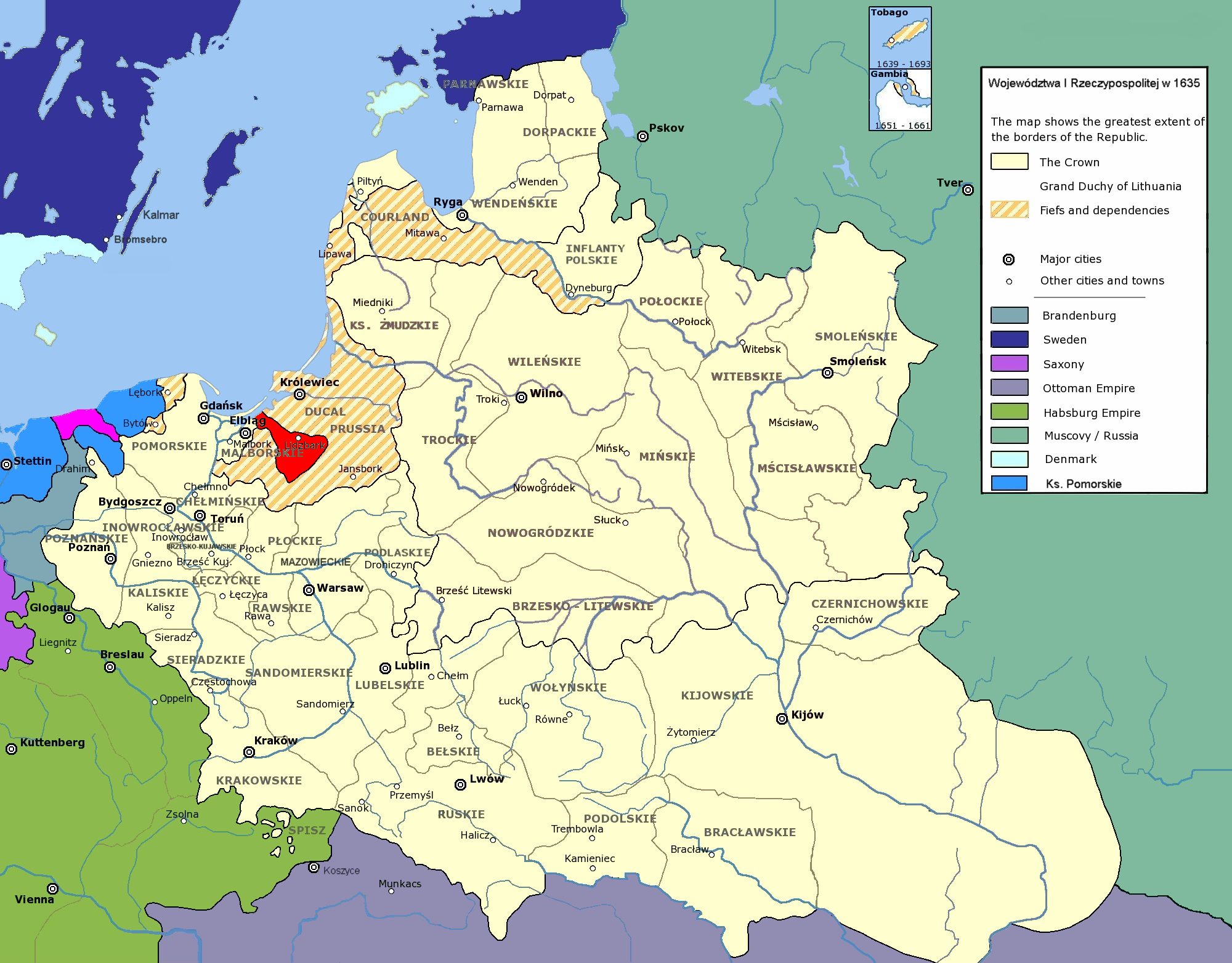
Вармія в межах Речі Посполитої

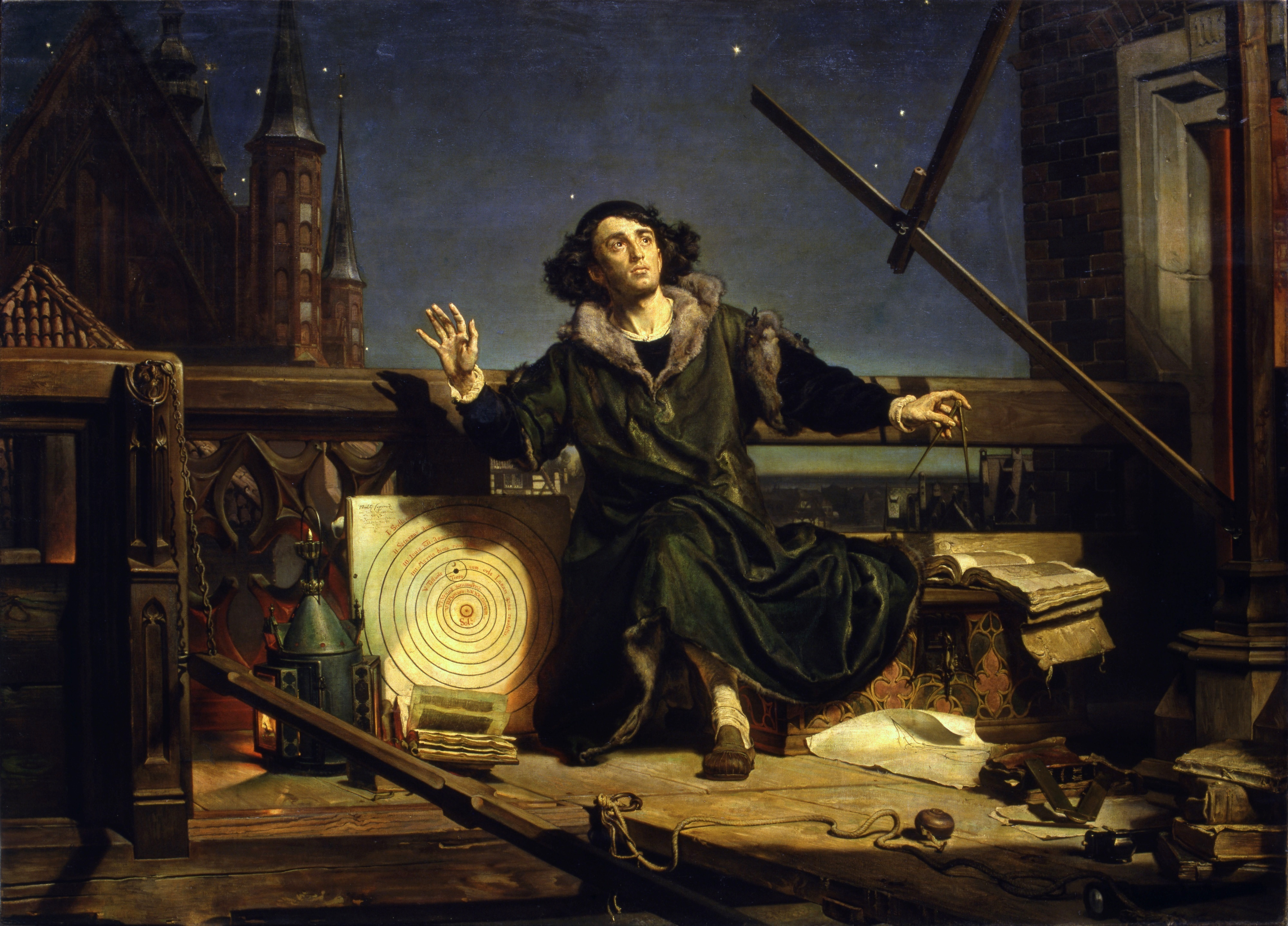
Миколай Коперник (1473—1543) — творець геліоцентричної теорії, канон Вармійської капітули, більшу частину свого життя проживав у Фромборку (картина Яна Матейка)

Згідно з Другим Торунським миром (1466) Вармія перейшла з-під контролю тевтонських лицарів і під суверенітет Польської корони як частина провінції Королівська Пруссія, хоча і з деякими привілеями.
Незабаром після цього, в 1467, собор обрав головою Никола фон Тюнген проти волі польського короля. Схід Королівської Пруссії не підтримав глави собору. Никола фон Тюнген вступив в союз з Тевтонським орденом і королем Угорщини Матвієм Корвіноом. Ворожнеча, відома як війна священиків, йшла мляво і була низкою військових атак у Вармії. У 1478, Бранево витримало польську облогу яка була припинена через угоду, за якою польський король визнав фон Тюнгена єпископом і з правом на Собор для обрання майбутнього єпископа, але який, повинен бути прийняті королем, і єпископ, має бути під контролем польського короля. Пізніше в Договорі у Пйотркув-Трибунальський (7 грудня 1512), було визнано обмежене право короля Польщі визначати вибори єпископу, вибравши чотирьох кандидатів, з Королівської Пруссії.

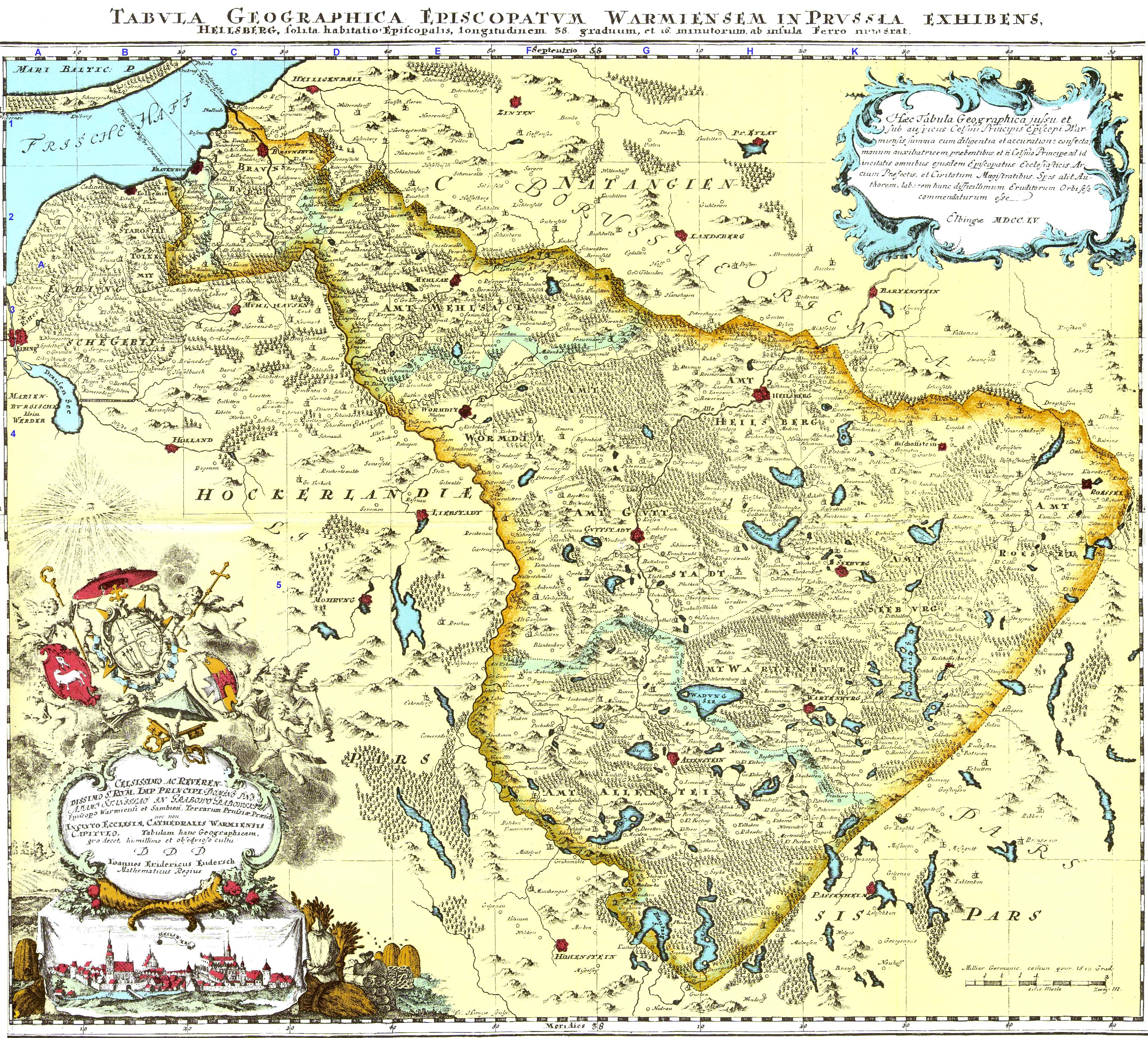
Карта «Святої Вармії», 1755 рік

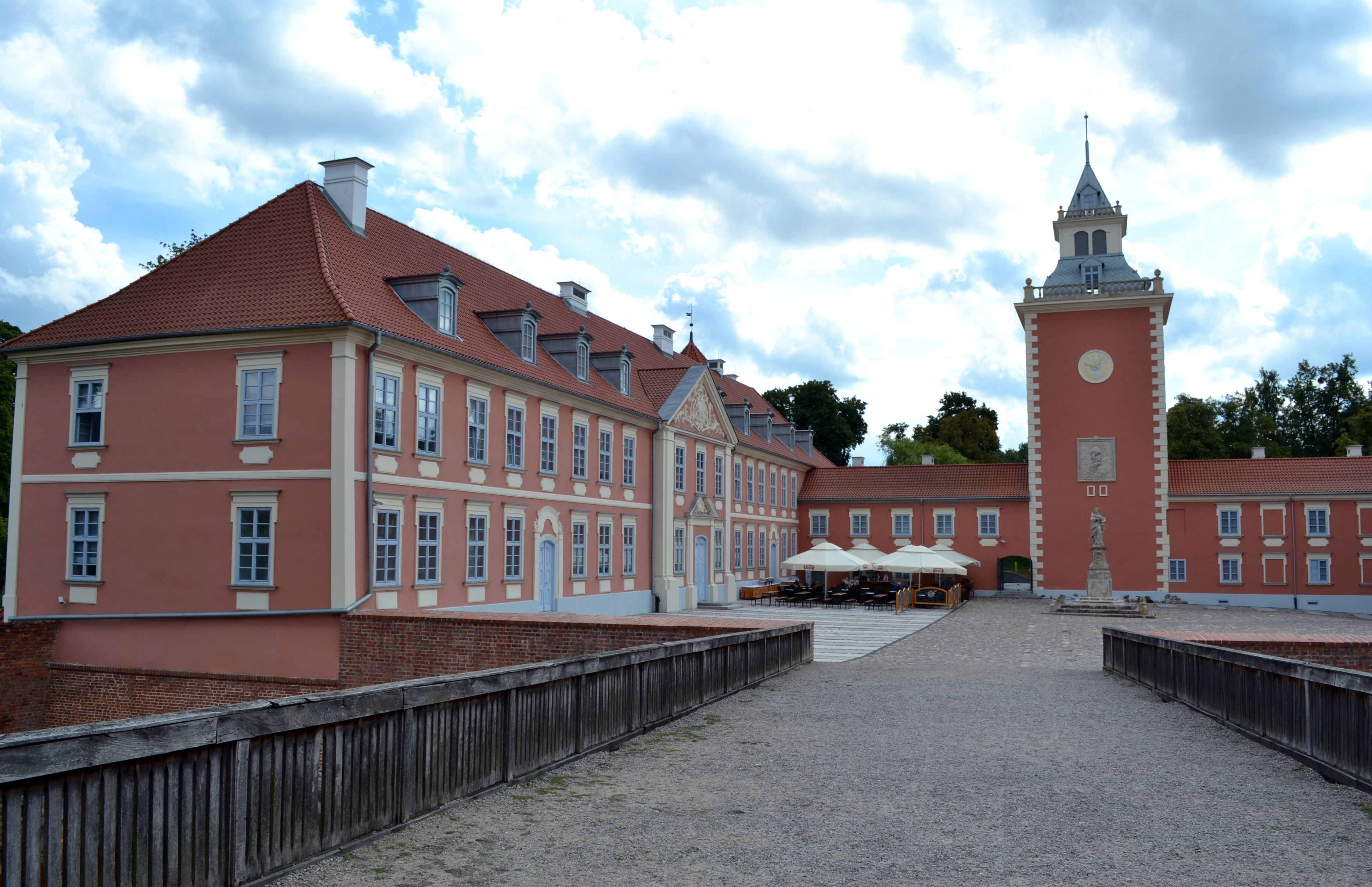
Палац Вармійських єпископів у Лідцбарку

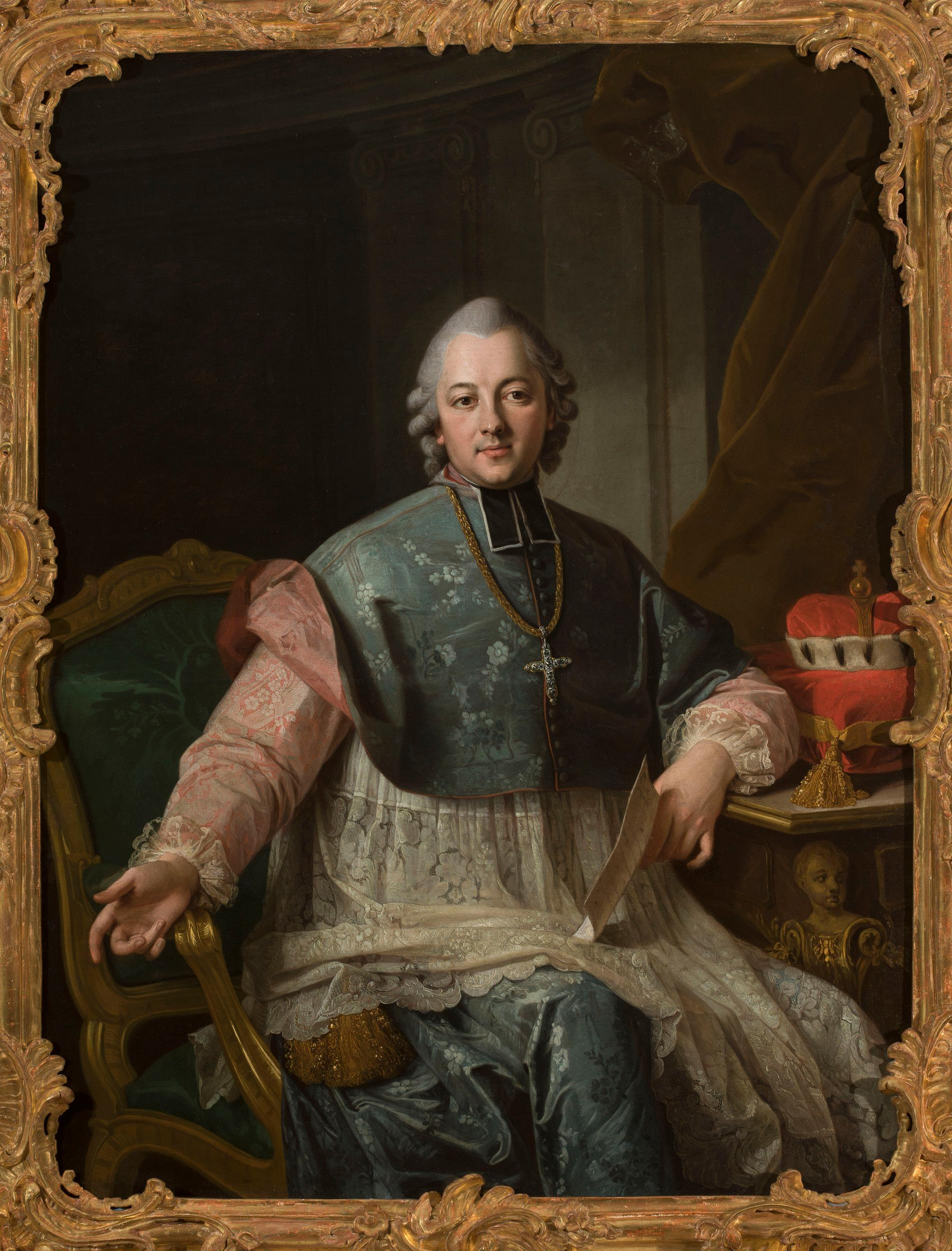
Ігнацій Красіцький — вармійський єпископ, останній принц Вармії. Один із найбільших польських поетів 18 століття, друг короля Станіслава Августа Понятовського.

Після Люблінської унії в 1569 році герцогство Вармія було просто включено до польської корони в межах Речі Посполитої. Водночас територія, як і раніше користувалася істотною автономією.
Вармія перебувала під церковною юрисдикцією архієпископа Риги до 1512, коли князь-єпископ Лукаш Ватценроде отримав безподатковий статус, підпорядкування Вармії прямо під владою папи (з точки зору Церковної юрисдикції), яка залишалась до скасування Священної Римської Імперії в 1806 році.

### Пруссія

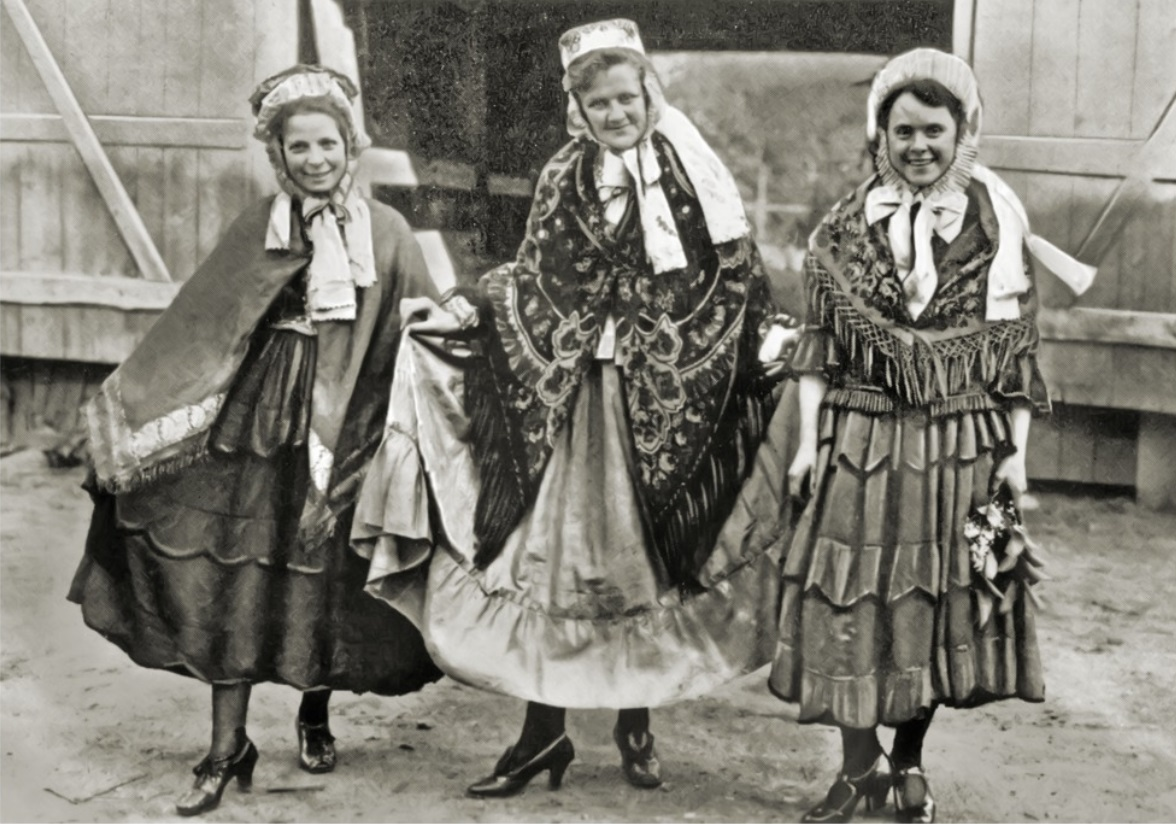
Вармійський народний костюм, початок 20 століття

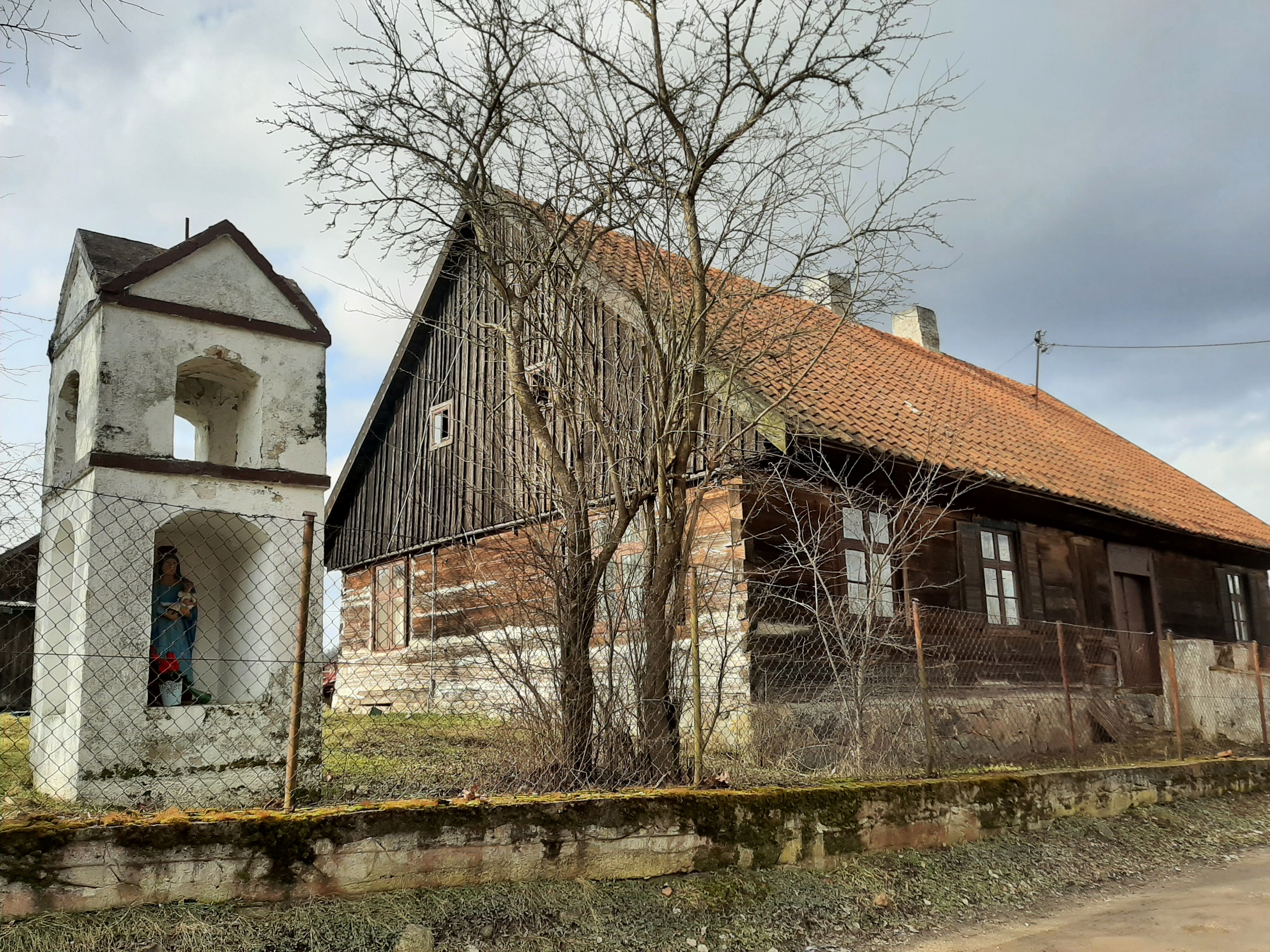
Дерев'яний вармійський котедж (Кайни)

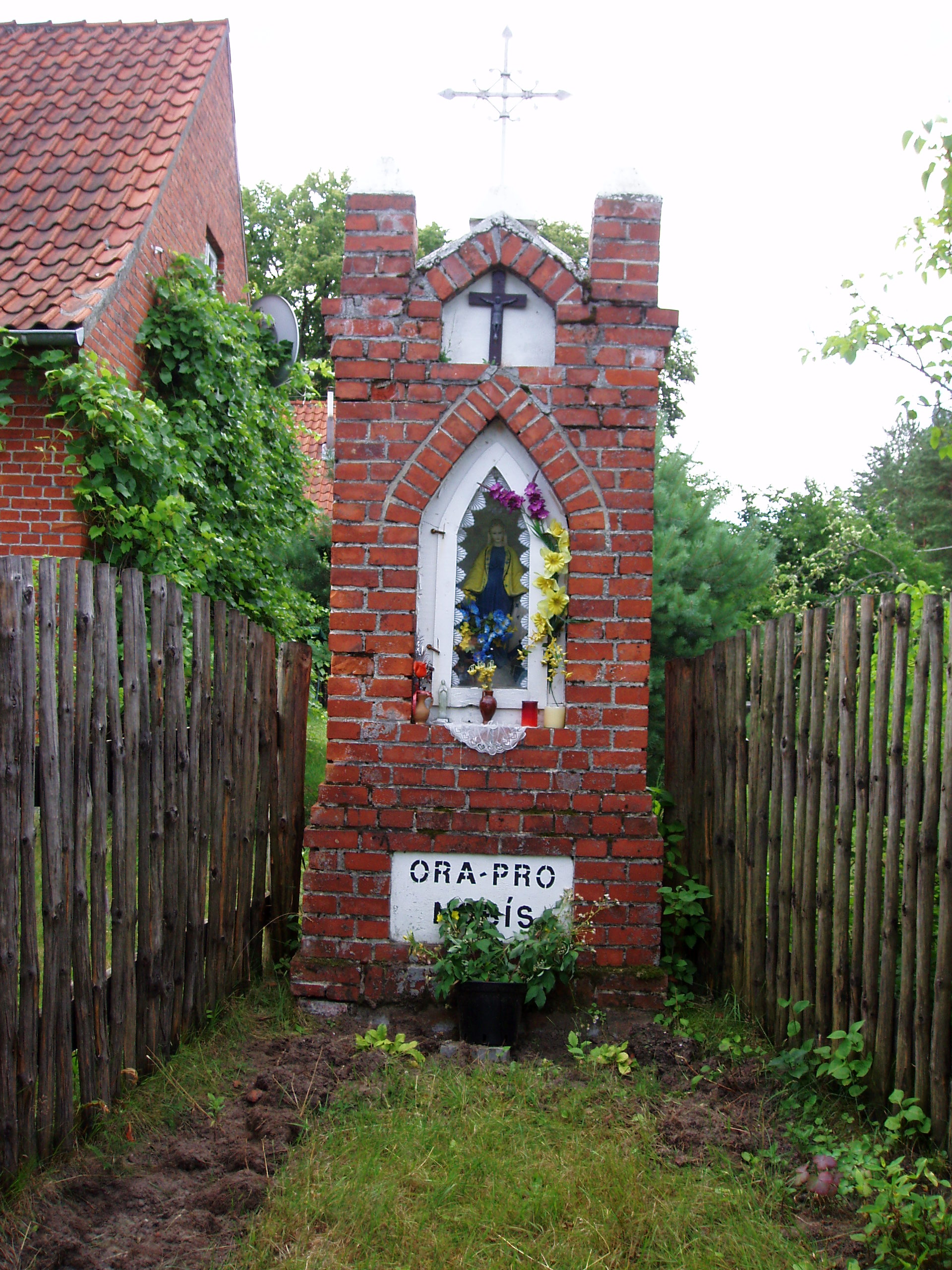
Типова сільська католицька каплиця у Вармії (Копанки)

Під час першого поділу Речі Посполитої в 1772 році, Вармія політично возз'єдналася з оточуючими частинами Східної Пруссії і була приєднана до Королівства Пруссії; власність архієпископа Вармії було конфісковано прусською державою. Ігнацій Красицький, останній князь-єпископ, а також польський письменник, друг Фрідріха Великого, було номіновано на архієпископство у Гнєзно. Прусський перепис 1772 року показав, загальна чисельність населення 96547, у тому числі міське населення 24612 в 12 містах. 17749 будинків були нараховано у найбільшому місті Браунсберзі (Бранево).
1772—1945 Вармія була частиною лютеранської Східної Пруссії, з тим винятком, що населення Вармії залишилися в основному католицьким. Більшість німецького населення Вармії говорило Верховньопрусською, а населення невеликого терену на півночі говорило Нижньопрусською; південна Вармія була населена переважно польськомовним населенням. Вармія стала частиною Німецької імперії в 1871 році.
У 1873 році відповідно до постанови німецького уряду, викладання в державних школах, мало бути німецькою мовою, у результаті чого польську мову було заборонено у всіх школах Вармії, у тому числі у польських школах заснованих в шістнадцятому столітті. У 1900 населення Вармії становило 240,000 осіб. У шовіністичному кліматі після Першої світової війни, поляки зазнали переслідувань з боку німецького уряду, і німці з боку польського уряду. Польським дітям, що говорили їхньою мовою зазнали покарань в школі і часто доводилося носити таблички з образливими іменами, такими як «Pollack».

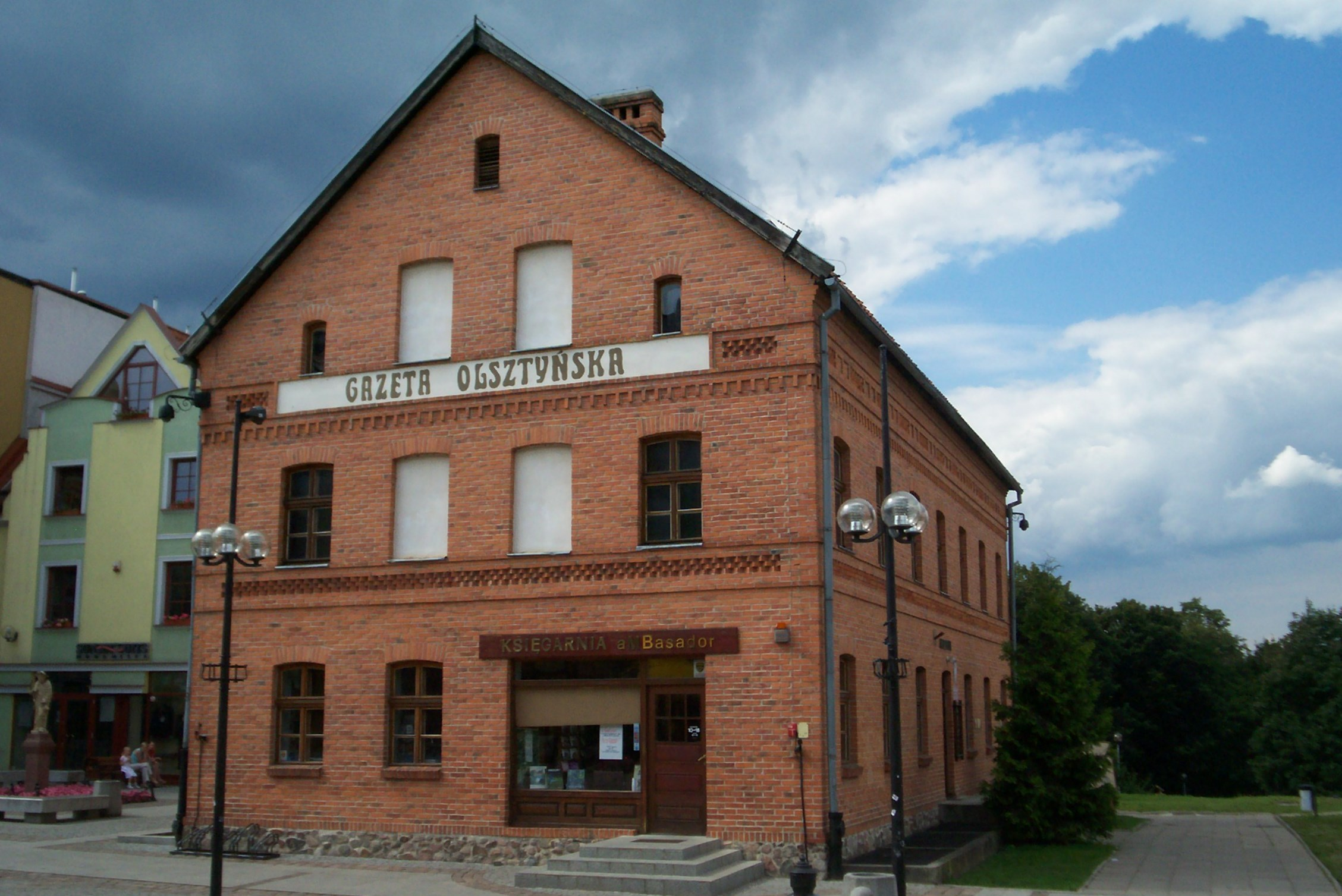
Будинок «Gazeta Olsztyńska» в Ольштині, де в німецькі часи знаходилася редакція польських газет для вармійців та центр польської культури. Будівля була зруйнована нацистами в 1939 році та перетворена на туалет. Відбудований після 1990 року.

Після Першої світової війни в період після Східно-Прусського плебісциту регіон залишився у складі Німеччини, як і Вармія, район Алленштайн 86,53 %, і район Решель 97,9 % проголосували за Німеччину. Під час Другої світової війни Німеччина прагне придушити всі елементи соціального і політичного життя польської меншини в Німеччині інтернує і вбиває польських активістів та лідерів.

### Польща
Після Потсдамської конференції, по закінченню Другої світової війни Східна Пруссія була розділена на дві частини тепер відомі як Калінінградська область і Вармінсько-Мазурське воєводство. Більшість етнічних німців були евакуйовані під час війни, і більшість з решти були вислані до Німеччини. Лише незначна меншість німців залишалося у Вармінсько-Мазурському воєводстві.